# Aleixo Mosele (almirante)
Aleixo Mosele (em grego: Ἀλέξιος Μωσηλέ) ou Musele/Mousele (em grego: Μουσηλέ) foi um almirante bizantino (drungário da frota) da família Mosele do começo do reinado do imperador Romano I Lecapeno (r. 920–940). Foi morto em 922, liderando um destacamento da marinha imperial junto com os tagmas imperiais sob o doméstico das escolas Potos Argiro, contra as forças do tsar búlgaro Simeão I (r. 893–927). Os bizantinos foram derrotados na batalha de Pegas e durante a luta subsequente, Mosele escorregou e se afogou enquanto tentava embarcar em um de seus navios de guerra.